# Lisovice (Chrást)
Lisovice jsou malá vesnice, část obce Chrást v okrese Příbram ve Středočeském kraji. Nachází se asi 1,5 kilometru jihovýchodně od Chrástu. Je zde evidováno 29 adres. V roce 2011 zde trvale žilo 37 obyvatel.
Lisovice leží v katastrálním území Chrást u Tochovic o výměře 6,53 km².

## Historie
První písemná zmínka o vesnici pochází z roku 1313.

## Obyvatelstvo
| Rok            | 1869 | 1880 | 1890 | 1900 | 1910 | 1921 | 1930 | 1950 | 1961 | 1970 | 1980 | 1991 | 2001 | 2011 | 2021 |
| -------------- | ---- | ---- | ---- | ---- | ---- | ---- | ---- | ---- | ---- | ---- | ---- | ---- | ---- | ---- | ---- |
| Počet obyvatel | 146  | 144  | 136  | 131  | 148  | 120  | 92   | 81   | 78   | 66   | 49   | 24   | 31   | 37   | 47   |
| Počet domů     | 20   | 21   | 22   | 22   | 22   | 22   | 22   | 22   | 20   | 21   | 18   | 22   | 23   | 22   | 27   |

## Obecní správa
Při sčítání lidu v letech 1850–1879 Lisovice byly osadou obce Hořejany v okrese Blatná. V letech 1880–1979 byly osadou obce Horčápsko, se kterým patřily nejprve do okresu Blatná, ale od roku 1960 v okrese Příbram. Od 1. ledna 1980 do 23. listopadu 1990 byly částí města Březnice v okrese Příbram. Od 24. listopadu 1990 jsou částí obce Chrást v okrese Příbram.